# 千里達和多巴哥職業足球聯賽
千里達和多巴哥職業聯賽（TT Pro League），前稱職業足球聯賽（Professional Football League）是特立尼达和多巴哥的頂級足球聯賽，是國內聯賽系統中最高級的聯賽。參賽隊數為9支，聯賽隊數是全球最少之一，因此並沒有升降班制度。球季由9月開始至5月結束，每次球隊合共比賽24場，全季合共108場。多數賽事安排在周五及周六的晚上，稱為超級星期五及狂歡周末，亦有少數賽事安排在平日晚上舉行。

## 參賽球隊
2015–16年千里達和多巴哥職業足球聯賽 9 支參賽隊伍：
| 中文名稱   | 英文名稱                | 所在城市   | 上季成績 |
| ---------- | ----------------------- | ---------- | -------- |
| FC中央     | Central FC              | 加利福尼亞 | 第 1 位  |
| 干尼克迅   | W Connection F.C.       | 馬拉貝拉   | 第 2 位  |
| 防衛軍     | Defence Force F.C.      | 查瓜拉馬斯 | 第 3 位  |
| 東北星     | North East Stars F.C.   | 桑格雷     | 第 4 位  |
| 科汀角     | Point Fortin Civic F.C. | 科汀角     | 第 5 位  |
| 查布羅特   | San Juan Jabloteh F.C.  | 聖祖安     | 第 6 位  |
| 千里達警察 | Police FC               | 聖占士     | 第 7 位  |
| 卡里多尼亞 | Caledonia AIA F.C.      | 莫華倫     | 第 8 位  |
| 聖安斯流浪 | St. Ann's Rangers F.C.  | 西班牙港   | 第 9 位  |

## 歷屆冠軍
以下為歷屆聯賽冠軍：
- 1999：國防軍
- 2000：干尼克迅
- 2001：干尼克迅
- 2002：查布羅特
- 2003：查布羅特
- 2004：東北星
- 2005：干尼克迅
- 2006：喬帕布里斯
- 2007：查布羅特
- 2008：查布羅特
- 2009：喬帕布里斯
- 2010－11：國防軍
- 2011－12：干尼克迅
- 2012－13：國防軍
- 2013－14：干尼克迅
- 2014－15：FC中央
- 2015－16：FC中央
- 2016－17：FC中央
- 2017：東北星
- 2018：干尼克迅
- 2019－20：國防軍
- 2020–22：停辦
- 2023：國防軍
- 2023－24：西班牙港體育會